# Karl Swenson
Karl Swenson (ur. 23 lipca 1908 w Nowym Jorku, zm. 8 października 1978 w Torrington) – amerykański aktor sceniczny, filmowy, telewizyjny. Zagrał w około 160 filmach i serialach.
Urodził się na nowojorskim Brooklynie, ze szwedzkich rodziców. W filmie zadebiutował w 1943 roku, choć regularne występy rozpoczął dopiero w 1954. Wcześniej występował na Broadwayu. Pamiętny Lars Hanson z serialu Domek na prerii.
Zmarł niespodziewanie na atak serca, krótko po nakręceniu odcinka Domku na prerii, w którym umiera jego bohater. Pochowany został na głównym cmentarzu w New Milford, w stanie Connecticut. Miał 70 lat.